# Chowwara
Chowwara è una suddivisione dell'India, classificata come census town, di 13.603 abitanti, situata nel distretto di Ernakulam, nello stato federato del Kerala. In base al numero di abitanti la città rientra nella classe IV (da 10.000 a 19.999 persone).

## Geografia fisica
La città è situata a 10° 08' 11 N e 76° 23' 47 E.

## Società

### Evoluzione demografica
Al censimento del 2001 la popolazione di Chowwara assommava a 13.603 persone, delle quali 6.754 maschi e 6.849 femmine. I bambini di età inferiore o uguale ai sei anni assommavano a 1.409, dei quali 714 maschi e 695 femmine. Infine, coloro che erano in grado di saper almeno leggere e scrivere erano 10.682, dei quali 5.462 maschi e 5.220 femmine.